# Hệ thống nạp

## Vai trò của hệ thống cung cấp điện
Ô tô được trang bị một số hệ thống và thiết bị điện để đảm bảo an toàn và tiện nghi khi sử dụng. Chúng cần điện năng trong suốt thời gian hoạt động và cả khi động cơ đã dừng. Vì thế, chúng cần cả accu và nguồn điện một chiều như nguồn năng lượng. Một hệ thống cung cấp điện trang bị trên xe cung cấp nguồn một chiều cho những hệ thống và thiết bị vừa nêu. Tuy nhiên accu sẽ phóng điện khi động cơ dừng và dần hết điện.

Hệ thống cung cấp điện sử dụng sự quay của động cơ để phát sinh ra điện. Nó không những cung cấp điện năng cho những hệ thống và thiết bị điện khác mà còn nạp điện cho accu trong lúc động cơ đang hoạt động.

## Cấu trúc hệ thống cung cấp điện
-Máy phát điện: phát sinh ra điện.

Hệ thống nạp

-Tiết chế: điều chỉnh điện áp do máy phát điện tạo ra.

-Accu: dự trữ và cung cấp điện.

-Đèn báo sạc: cảnh báo cho tài xế khi hệ thống sạc gặp sự cố.

-Công tắc máy: đóng và ngắt dòng điện.

## Chức năng của máy phát điện
Máy phát điện giữ một vai trò then chốt trong các thiết bị cung cấp điện. Nó thực hiện ba chức năng: phát điện, chỉnh lưu, hiệu chỉnh điện áp.
- Phát điện

Bộ phát điện

Động cơ quay, truyền chuyển động quay đến máy phát điện thông qua dây đai hình chữ V. Rotor của máy phát điện là một nam châm điện. Từ trường tạo ra sẽ tương tác lên dây quấn trong Stator làm phát sinh ra điện.
- Chỉnh lưu

Chỉnh lưu

Dòng điện xoay chiều tạo ra trong máy phát điện không thể sử dụng trực tiếp ch22o các thiết bị điện mà được chỉnh lưu thành dòng điện một chiều. Bộ chỉnh lưu sẽ biến đổi dòng điện xoay chiều thành dòng điện một chiều.
- Hiệu chỉnh điện áp

Tiết chế điều chỉnh điện áp sinh ra. Nó đảm bảo hiệu điện thế của dòng điện đi đến các thiết bị là hằng số ngay cả khi tốc độ máy phát điện thay đổi.

## Cấu trúc máy phát điện kích từ bằng nam châm điện có vòng tiếp điện

Cấu tạo máy phát